# Necyria larunda
Necyria larunda är en fjärilsart som beskrevs av Frederick DuCane Godman och Osbert Salvin 1885. Necyria larunda ingår i släktet Necyria och familjen Riodinidae. Inga underarter finns listade i Catalogue of Life.